# ۱۳۸۱ (قمری)
۱۳۸۱ (قمری)، هزار و سیصد و هشتاد و یکمین سال در گاهشماری هجری قمری است. اول محرم این سال برابر با پانزدهم ژوئن سال ۱۹۶۱ میلادی است.